# Камале
Камале (фр. Camalès) насеље је и општина у јужној Француској у региону Миди Пирене, у департману Горњи Пиринеји која припада префектури Тарб.
По подацима из 2011. године у општини је живело 444 становника, а густина насељености је износила 95,07 становника/km². Општина се простире на површини од 4,67 km². Налази се на средњој надморској висини од 232 метара (максималној 239 m, а минималној 221 m).

## Демографија
| 1962. | 1968. | 1975. | 1982. | 1990. | 1999. | 2011. |
| ----- | ----- | ----- | ----- | ----- | ----- | ----- |
| 323   | 329   | 339   | 382   | 419   | 385   | 444   |

График промене броја становника у току последњих година